# 須玖岡本遺跡

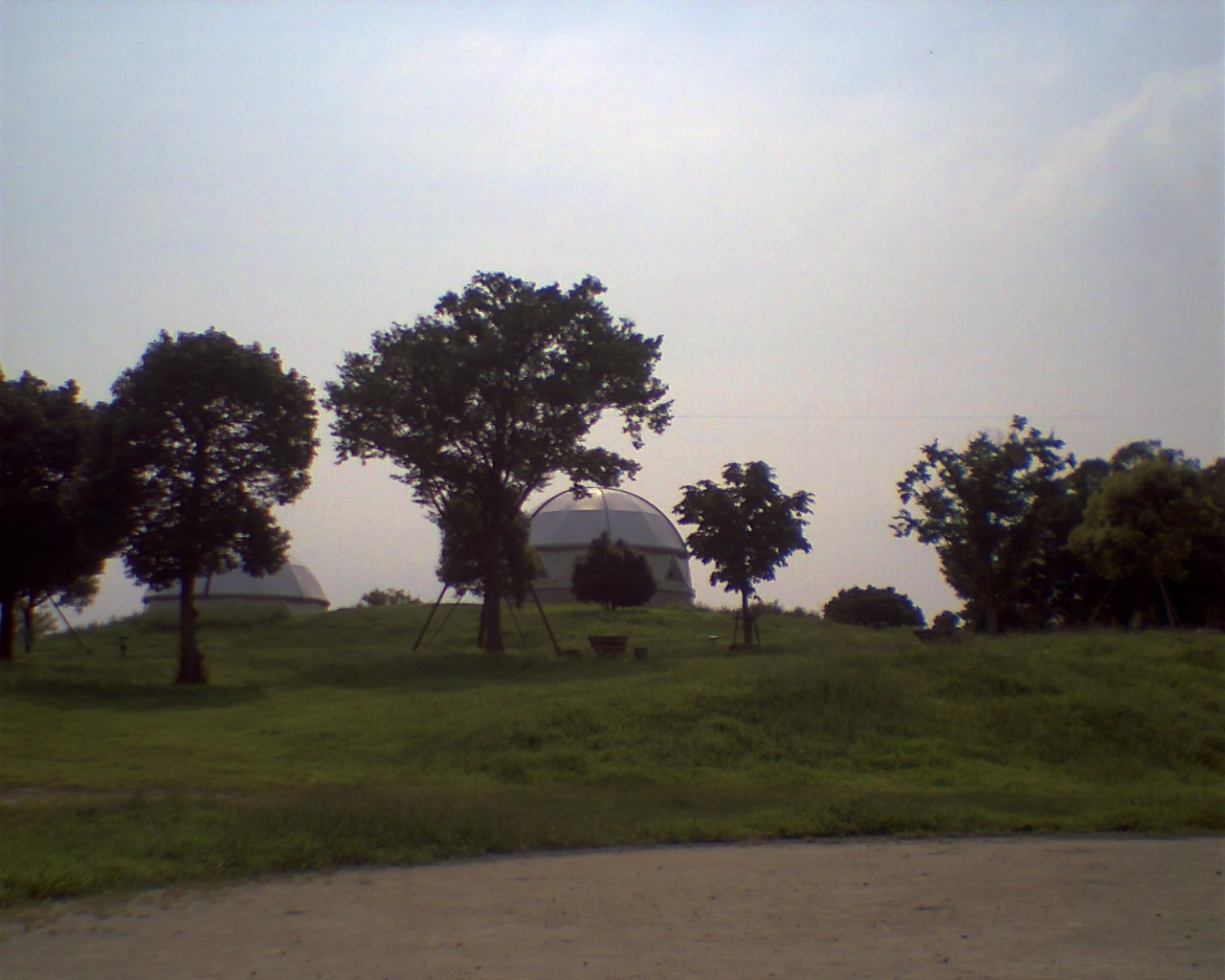
須玖岡本遺跡の覆屋

須玖岡本遺跡（すぐおかもといせき）は、福岡県春日市岡本にある弥生時代を中心とする遺跡。古代奴国の中心地とされる須玖遺跡群の中核をなす遺跡で、1986年（昭和61年）6月24日に国の史跡に指定された。

## 概要

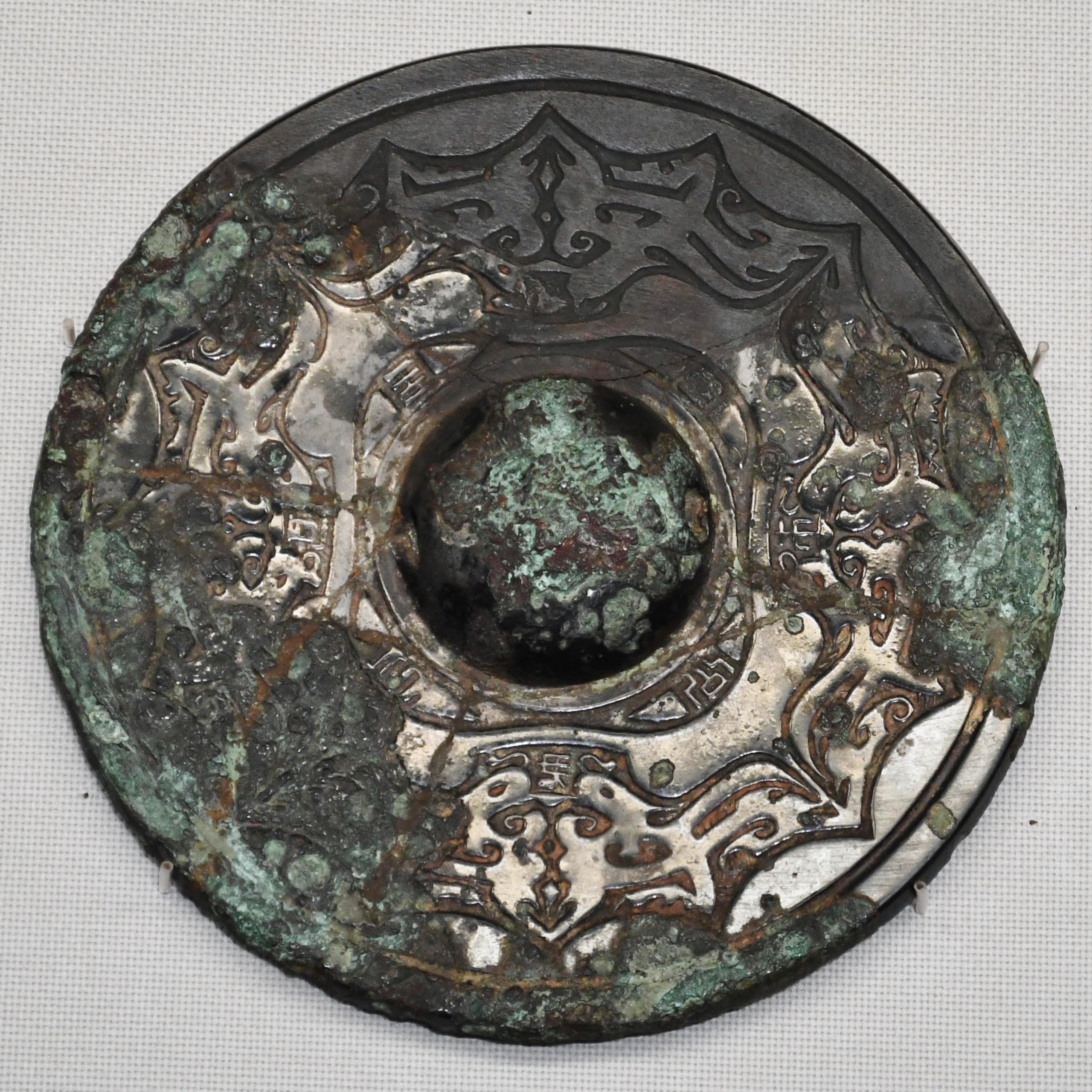
伝須玖岡本遺跡出土 夔鳳鏡（きほうきょう） 東京国立博物館蔵

福岡平野に突き出す春日丘陵北側の低台地上の、南北2キロメートル×東西1キロメートル内の弥生時代中期から後期の大規模遺跡群（墳丘墓、甕棺墓、青銅器鋳造跡の遺跡等）が、統括して須玖遺跡群と呼ばれており、須玖岡本遺跡は、当遺跡群内の北端部に所在する。
1979年（昭和54年）、1980年（昭和55年）の調査では、遺跡の最高所の標高36.3メートル地点を中心に、弥生時代中期～後期初頭の116基以上の甕棺墓群、木棺墓、中期後半の祭祀遺構など、あわせて約300基の墓壙が確認された。また、少し低い西側平坦地で9軒の竪穴建物跡が検出され、さらに片麻岩製小銅鐸の鋳型が出土した。
この遺跡の中の巨石下甕棺墓（古名称は須玖岡本遺跡）は明治期に発見されたもので、その後遺物は散逸していて、正確な数値は不明である。

### 巨石下甕棺墓の概要
1899年（明治32年）、土地所有者の吉村源次郎は家屋の新築のために脇にある「長3.60メートル、幅2.0メートル、厚30.3センチメートルの横石」とその側方に立つ、「高1.20メートル、幅1.50メートル、厚40センチメートルの立石」の2つの巨石が邪魔になるので動かして、下を掘ったところ、「合口甕棺」があり、その内外から種々の遺物が出土した。その場所から約14メートル北東に煉瓦囲いの地下室を作って、出土遺物と掘り上げた土塊までもこの中に収めた。この地下室の場所を「D地点」と呼んでいる。
最初にこの「巨石下甕棺墓」に注目したのは明治末期の八木奘三郎である。中山平次郎は1912年（大正元年）以降、この地下室から鏡片などを採取、発表し、1929年（昭和4年）の京大の島田真彦の調査で幕を閉じた。

## 巨石下甕棺墓の遺構
現状は本遺跡は学術調査されていないので正確な情報は得られず、先人の所見からの復元想像によるものと、近傍の発掘調査から三雲南小路遺跡と同規模の墳丘墓の可能性がある、とされている。周溝の存在は不明であるが、三雲南小路遺跡が方形周溝墓であることから、同様の形式の可能性もある。
巨石は土壇状の隆起部の上にあったとみられることから、墳丘の上に設置されていたらしい。その2つの巨石の方位などは不明だが、「被葬者の頭の後方に立石が設置されていた」と考えられる。甕棺の形式は不明である。

## 巨石下甕棺墓の副葬品
- 銅剣 2
- 銅矛 4
- 銅戈 1
- 銅鏡（前漢鏡） 32面以上（方格四星草葉文鏡 1、重圏四星葉文鏡 2、蟠螭（ばんち）鏡 1、星雲文鏡 5面以上、重圏文銘帯鏡 5面以上、内行花文銘帯鏡 13面以上、不明 5面）
- ガラス璧（瑠璃壁）2個片以上
- ガラス勾玉
- ガラス管玉

## 巨石下甕棺墓の考察
副葬品に武器類が多いことから、この墓は「男王墓」と推定されている。時代的には「前漢鏡」や「青銅剣」などの編年から割り出して糸島市三雲の三雲南小路遺跡と同年代の王墓であろう、と云われている。また、近傍には「青銅器の鋳造所」の遺構などが多数発見されていることと、地名の「那珂川」「那の津」などからの推論と、伊都国は糸島市三雲が中心地であろう、ということから導いて、この須玖遺跡群が奴国の中心地であろうと言われている。
この「巨石下甕棺墓」の主は「奴国王」であろうと推論されるが、志賀島出土の金印（漢委奴国王印）の奴国王かどうかは不明である。通説では、金印を授けられた奴国王より以前の王であろう、と云われている。

## 所在地
- 福岡県春日市岡本
春日市奴国の丘歴史資料館の近く。巨石下甕棺墓の巨石はここの公園内に移設展示されている。

### 交通
- 西鉄天神大牟田線「雑餉隈駅」下車、徒歩 25分
- 西鉄天神大牟田線「井尻駅」下車、徒歩 25分
- 西鉄バス「須玖」下車、徒歩 10分
- JR鹿児島本線「南福岡駅」下車、徒歩 15分

## 関連文献
- 丸山, 康晴、平田, 定幸、吉田, 佳広、古川, 千賀子『須玖岡本遺跡』春日市教育委員会〈春日市文化財調査報告書23〉、1995年3月31日。 NCID BA48578025。

- 丸山, 康晴、境, 靖紀、森井, 千賀子『須玖岡本遺跡2』春日市教育委員会〈春日市文化財調査報告書53〉、2008年3月31日。doi:10.24484/sitereports.58276。 NCID BA48578025。

- 平田, 定幸、吉田, 佳広、井上, 義也『須玖岡本遺跡3 坂本地区1・2次調査の報告』春日市教育委員会〈春日市文化財調査報告書58〉、2010年3月31日。doi:10.24484/sitereports.88699。 NCID BA48578025。

- 平田, 定幸、井上, 義也、吉田, 浩之『須玖岡本遺跡4』春日市教育委員会〈春日市文化財調査報告書61〉、2011年3月31日。doi:10.24484/sitereports.58284。 NCID BA48578025。

- 吉田, 佳広、井上, 義也『須玖岡本遺跡5』春日市教育委員会〈春日市文化財調査報告書66〉、2012年3月31日。doi:10.24484/sitereports.58289。 NCID BA48578025。

- 中村, 昇平、吉田, 佳広、森井, 千賀子、山崎, 悠郁子、柳田, 康雄、武末, 純一、遠藤, 喜代志、今津, 節生 ほか『須玖タカウタ遺跡3』春日市教育委員会〈春日市文化財調査報告書77〉、2017年3月31日。doi:10.24484/sitereports.59637。 NCID BB24418065。

- 吉田, 佳広『須玖岡本遺跡6 岡本地区20次調査』春日市教育委員会〈春日市文化財調査報告書79〉、2019年3月31日。doi:10.24484/sitereports.63170。 NCID BA48578025。

- 中村, 昇平、森井, 千賀子、山崎, 悠郁子『須玖岡本遺跡7 盤石地区3・6次調査』春日市教育委員会〈春日市文化財調査報告書81〉、2019年3月31日。doi:10.24484/sitereports.88702。 NCID BA48578025。